# Eurycea tynerensis
Espèce
Synonymes
- Eurycea griseogaster Moore & Hughes, 1941

Statut de conservation UICN

 NT  : Quasi menacé
Eurycea tynerensis est une espèce d'urodèles de la famille des Plethodontidae.

## Répartition
Cette espèce est endémique du centre des États-Unis. Elle se rencontre :
- dans le sud-ouest du Missouri ;
- dans le sud-est du Kansas ;
- dans le nord-est de l'Oklahoma ;
- dans le nord de l'Arkansas.

## Étymologie
Son nom d'espèce, composé de tyner et du suffixe latin -ensis, « qui vit dans, qui habite », lui a été donné en référence au lieu de sa découverte, Tyner Creek une rivière dans le comté d'Adair en Oklahoma.

## Parasites
Comme la plupart des animaux, cet amphibien héberge plusieurs espèces de parasites. Un parasite remarquable est le monogène Sphyranura euryceae, qui appartient à la famille des Polystomatidae et vit sur les branchies .

## Publication originale
- Moore & Hughes, 1939 : A new plethodontid from eastern Oklahoma. American Midland Naturalist, vol. 22, no 3, p. 696-699.